# Leurolophus vittatus
Leurolophus vittatus är en insektsart som beskrevs av Leonard D. Tuthill 1942. Leurolophus vittatus ingår i släktet Leurolophus och familjen rundbladloppor. Inga underarter finns listade i Catalogue of Life.